# Castelo de Algoso
O Castelo de Algoso localiza-se a sul da povoação de Algoso, na freguesia de Algoso, Campo de Víboras e Uva, no município de Vimioso, distrito de Bragança, em Portugal. Encontra-se a 690 metros de altitude, ao lado da ribeira da Angueira.
Os castelos de Bragança, Outeiro (Bragança), Algoso e Castelo de Miranda do Douro, apoiados pelas pequenas fortalezas da Atalaia de Candaira, Castelo de Rebordãos, Vimioso e Penas Roias, formavam a linha defensiva do noroeste do Reino de Portugal com o Reino de Leão, que em 1493 o rei João II de Portugal chamou o “corregimento das fortalezas de Trallos Montes”. A linha defensiva continuaria a sul com o Castelo de Freixo de Espada à Cinta (1152) e terminaria com o Castelo de Alva.
Em posição dominante sobre o cabeço da Penenciada, domina a planície envolvente e a confluência da ribeira de Angueira com o rio Maçãs. Na região de Trás-os-Montes e Alto Douro, do alto dos seus muros avistam-se a Serra da Sanábria, a de Serra de Bornes e a de Serra da Nogueira. Tem uma vista de 360 graus do planalto mirandês.
O Castelo de Algoso contribuiria ao repovoamento que promoveu o rei Sancho I de Portugal, das zonas remotas do reino com imigrantes da Flandres e da Borgonha, ao qual se junta o repovoamento com galegos dos reis anteriores.
O Castelo de Algoso encontra-se classificado como imóvel de interesse público desde 1955.

## História

### Antecedentes
Embora os autores mais antigos acreditem que a primitiva ocupação humana de seu sítio remonte a um castro pré-histórico, a recente pesquisa arqueológica confirmou que a mesma ocorreu em diversas fases desde o período Calcolítico até à ocupação romana, embora não necessariamente em termos militares.

### O castelo medieval
À época da Reconquista cristã da península Ibérica, a primitiva linha de limites do condado portucalense com o reino de Leão, estava fixada ao longo da margem esquerda do rio Sabor até à sua confluência com a ribeira de Angueira, mas também ao longo do Douro
Na Alta Idade Média a linha defensiva com o Reino de Leão era vigiada pelo Castelo de Milhão e o Castelo de Santulhão, ambos já desaparecidos, e o Castelo de Oleiros, em ruína, e o Castelo de Miranda do Douro, também desaparecido (so restan vestígios da torre da Atalaia).
Na Baixa Idade Média foram substituídos pelo Castelo de Outeiro, o Castelo de Algoso, o Penas Roias, o Mogadouro e o Bragança, apoiado pela pequena fortaleza de Vimioso. 
Os estudos mais recentes indicam que a edificação da primitiva estrutura do castelo remonta a algum momento no final do reinado de D. Afonso Henriques (1112-1185), quando seu filho Sancho já exercia o poder régio. Conforme registado nas Inquirições de 1258, o seu construtor foi um senhor local, Mendo Bofino (ou Mendendus Bofinus em latim), que em troca recebeu o senhorio da vila de Vimioso, onde morreu e cujo morgado foi tomado pelo filho Afonso Mendes. O morgado de Algoso foi assumido pelo seu filho Rodrigo Mendes, que assumiu o apelido de Rodrigues de Algoso e continuou a intitular-se Senhor de Algoso.
À época, este castelo constituía-se no expoente máximo do poder local, residência do representante real encarregado da arrecadação dos direitos reais em terras de Miranda e Penas Roias. A partir de 1224 a sua estrutura foi radicalmente alterada, momento em que o castelo foi doado por D. Sancho II (1223-1248) à Ordem dos Hospitalários (denominada, a partir do século XVI, como Ordem de Malta), após um período relativamente longo de guerra com o reino de Leão. A partir do final do séc. XIII torna-se um castelo de 2.ª linha, sendo abandonado no séc. XVII.
A antiga vila e concelho de Ylgoso, Ulgoso ou São Sebastião de Algoso, integrava o bispado e distrito de Bragança. No ano de 1230 a Ordem do Templo e a de São João do Hospital fizeram concordata, em Coimbra, sobre várias terras em litígio entre as quais entrava Ylgoso (Algoso), Vila Chã, Atenor, Penas Roias, Paradela e outras, fora do bispado de Bragança.
Em 22 de junho de 1239 o comendador Pedro Costem da Ordem do Templo em Portugal fez uma composição entre as comendas do Mogadouro e Penas Roias, pertencentes à sua ordem, e a de Algoso.
Posteriormente, a 13 de fevereiro de 1291, D. Dinis (1279-1325) fez nova composição, em Coimbra, com o Grão-Comendador de São João do Hospital, D. Fernão Peres (o Mossejo), acerca da comenda de Algoso e de outras terras próximas. A importância desta decorria dos rendimentos auferidos anualmente pelo seu comendador: de sete a oito mil cruzados, incluindo-se neste montante a de duas partes dos frutos das abadias de Travanca, Sendim, Vilar Seco, Duas Igrejas e Guide. Este soberano terá determinado ainda a realização de obras de reparo e melhorias no castelo.
Na posse dos Hospitalários, o castelo o castelo sofreria uma profunda remodelação arquitetónica para adaptar os seus elementos às novas formas de fazer a guerra. Desta campanha resultou grande parte da fábrica que hoje vemos no edifício, que desmantelou ou ocultou os vestígios pertencentes à antiga construção românica do século XII. Foi transformado numa fortificação em estilo gótico, destacando-se a construção da sólida torre de menagem, com a função de residência do comendador, e de um torreão na muralha a sul.
Em 1480 Algoso recebeu foral de D. Afonso V (1438-1481), confirmado por D. Manuel I (1495-1521) em 1 de junho de 1510 (Foral Novo). Nesse período, a povoação e seu castelo encontram-se figurados por Duarte de Armas (Livro das Fortalezas, c. 1509). O Numeramento de 1530, refere que, no castelo, só vivia o alcaide, pois a os forales provocariam o deslocamento da população para sua atual localização.

### Do século XVI ao século XVIII
Quando da crise de sucessão de 1580, Diogo Fernandes de Almeida, pai de do frei Gonçalo de Azevedo, cavaleiro da Ordem dos Hospitalários, comendador e alcaide-mor do Castelo de Algoso (1588-1610), tomou partido pelo Grão-priorado do Crato. À época da Dinastia Filipina, o rei Filipe I de Portugal concedeu carta de privilégios à Câmara Municipal de Algoso (1 de Janeiro de 1592).
Em 1684, encontrava-se entre as muitas estruturas abandonadas e em ruínas no reino. Quando da Guerra dos Sete Anos, pouco depois da queda de Miranda do Douro em 1762, os espanhóis empreenderam diversas surtidas saqueando as terras de Vimioso. Guarnecida por um pequeno efetivo, sob o comando de um alferes, a vila de Algoso conseguiu resistir sem ser ocupada.
Mais tarde, o governo militar da praça foi exercido por um capitão-mor, um sargento-mor e quatro capitães de Ordenanças.

### Do século XIX aos nossos dias
Durante a Guerra Peninsular, o juiz de fora de Algoso, Jacinto de Oliveira Castelo Branco, recusou-se a reconhecer a soberania francesa e, mesmo após a partida da Família Real para o Brasil, tendo os franceses declarado abolida a dinastia de Bragança, continuou a usar o nome de Sua Alteza Real nos processos sob sua responsabilidade.
Em meados do século XIX, o concelho de Algoso foi extinto, passando a integrar o concelho de Vimioso (1855).
No século XX, a partir de 1944, o castelo recebeu pequenas obras de beneficiação por parte da Direcção-Geral dos Edifícios e Monumentos Nacionais (DGEMN), sendo classificado como Imóvel de Interesse Público pelo Decreto nº 40.361 de 20 de outubro de 1955. Posteriormente, entre 1974 e 1977 foram promovidos trabalhos de conservação das muralhas e muros de acesso, bem como a consolidação dos degraus do acesso ao portão do monumento.
Em 2004 novas etapas de intervenção tiveram lugar, sob a responsabilidade do IGESPAR em parceria com a autarquia de Vimioso, reforçando a importância do castelo no circuito turístico da região.

## Características
O castelo é uma fortaleza basicamente gótica de planta retangular, que aproveitou as forjas existentes na zona para cimentar as suas paredes e cujo acesso se fazia por uma escada escavada na rocha.
Teria pelo menos duas torres: a do sul, hoje desaparecida —permanece a sua memória gráfica, representada por Duarte d'Armas no seu Livro das Fortalezas, executado entre 1509 e 1510— e a torre de menagem, de planta heptagonal, que era dotada de balcões com machados de onde se protegia a entrada do recinto. No seu interior encontramos ainda a primitiva cisterna do castelo, onde se armazenava água em caso de cerco militar.
De pequenas dimensões, apresenta planta orgânica (adaptada ao terreno), com o formato retangular. Foi erguido em alvenaria de xisto quártzico e granito, sobre um afloramento rochoso, na cota de 681 metros acima do nível do mar.
Na muralha, a norte, rasga-se o portão de entrada em arco pleno, acedido por uma escada em degraus talhados na rocha. Este portão é defendido por um cubelo, hoje sem os seus merlões, onde se destacava um balcão com matacães. Franqueando-se o portão, abre-se uma reduzida praça de armas de onde, por sua vez, se acede a torre de menagem. Esta apresenta planta heptagonal, dividida internamente em três pavimentos. Os dois primeiros destinavam-se a habitação e o último, à defesa.
No final do século XVII, as suas defesas iriam ainda sofrer uma reforma final para se adaptarem às novas técnicas militares e à pirobalística moderna, já de perspetivas estritamente militares. Num torreão, na face leste dos muros, abriram-se espaços destinados a peças de artilharia.